# アンゴラ文学
ポルトガル語によるアンゴラ文学（アンゴラぶんがく、ポルトガル語:Literatura de Angola）はその起源を19世紀半ばに持ち、カーボベルデ文学と同時期かつモザンビーク文学より半世紀早く誕生した。ポルトガル植民地だったためルゾフォニアの一員であるが、多くの異なった民族が存在し、ポルトガル語は全てのアンゴラ人の母語である訳ではない。アンゴラの文化の多様性は、闘争的かつ風刺的な伝統的を持つ文学の多様性にも反映された。
1997年に『マヨンベ』のペペテラが、2006年にジョゼ・ルアンディーノ・ヴィエイラがポルトガル語文学最高の文学賞であるカモンイス賞を受賞したが、彼は賞と賞金の$128,000USドルを「個人的かつ本質的な理由」で辞退した。

## 詩
植民地時代の1940年代後半にアンゴラを発見することを目指した文化運動が進み、この運動の中から人種主義、植民地主義を批判する詩を作ったアゴスティーニョ・ネト、アントーニオ・ジャシント、ヴィリアト・ダ・クルスなどは、社会主義を目指して1956年に結成されたアンゴラ解放人民運動（MPLA）に参加した。独立運動期には『メンサージェン』と題された文藝誌が刊行され、同誌上では「アンゴラ性」を追求した詩が創作された。MPLAの活動家だったマリオ・ピント・デ・アンドラーデは独立運動に参加しつつ、詩人として直接独立戦争の戦闘を鼓舞する詩を作った。

## 散文
ジョゼ・ルアンディーノ・ヴィエイラはアンゴラ生まれの白人2世だったが、ポルトガル出身の白人に二等白人扱いされながら生きることよりも、アンゴラ出身の黒人や混血人（メスティーソ、ムラート）と共にアフリカ人として生きることを選んでアンゴラの独立運動（1961年-1975年）に参加し、小説『ドミンゴス・シャヴィエルの生涯』（1961年）で黒人と共に独立運動を戦う白人を、短編集『ルアンダ』（1963年）でアンゴラ在来のキンブンド語やアフリカの語りの手法を取り入れた文学世界を展開している。ヴィエイラの『ルアンダ』に倣ってアンヘンガ・シトウも語りの手法で小説世界を展開した。
1975年に独立したアンゴラはマルクス＝レーニン主義を国是とする社会主義国でありながらも、ネト大統領はソ連の社会主義リアリズムの弊害を指摘し、文学の極端な政治化は避けられた。この潮流の中からカビンダで独立運動を戦うMPLAのゲリラ戦士を人間的な愛憎や欠点、部族主義など共産主義運動内部の矛盾を交えながら描いたペペテラの『マヨンベ』（1980年）が生まれた。

## 著名な作家
- アゴスティーニョ・ネト - 初代大統領
- ヴィリアト・ダ・クルス
- アントーニオ・ジャシント
- オスカル・リバス
- ジョゼ・ルアンディーノ・ヴィエイラ
- マリオ・アントニオ（en:Mario Antonio）
- アルリンド・バルベイトス
- エンリケ・アブランシェス
- ペペテラ - カモンイス賞（1997年）、『マヨンベ』（1980年）で知られる。
- ボテーリョ・デ・ヴァスコンセロス（en:Botelho de Vasconcelos）

## 脚註

### 註釈
1. ↑  英語で「メッセージ」を意味するポルトガル語の単語。